# Elizabeth Haigh
Elizabeth Haigh (née Allen, sinh váo tháng 5 1988) là một đầu bếp gốc Singapore là một thí sinh của Vua đầu bếp Anh vào năm 2011, và có được một sao Michelin tại nhà hàng Pidgin ở Hackney. Từ khi rời đi cô đã tự kiếm tiền và mở công ti, Kaizen House, với ý muốn mở nhà hàng đầu tiên của cô, Shibui. Vì tình hình thị trường, cô đã mở nhà hàng Kopitiam Mei Mei thay vì Shibui vào cuối năm 2019.

## Sự nghiệp
Sinh ra tại Singapore và lớn lên ở Maidenhead, Mẹ cô là người Singapore, bố cô là người Anh. Cô chưa từng nghĩ đến sự nghiệp trong căn bếp khi còn nhỏ, và thay vào đó được đào tạo để trở thành kiến trúc sư tại Central St Martin's, London. Trong khi ở đó, cô ấy nhận ra niềm đam mêm nấu ăn của mình, và đã đăng kí để xuất hiên trên chương trình truyền hình MasterChef của BBC. Sê ri năm 2011 là trải nghiệm nấu ăn đầu tiên của cô mà không phải là nấu cho người thân, bạn bè. Cô đã bị loại sớm trong chương trình sau khi làm thịt vịt xông khói khi đề bài là làm thịt nướng cho bữa tối: mặc dù giám khảo chính thích món đó, giám khảo khách mời lại cho rằng mùi khói đang phá hỏng hương vị.
Haigh đã chọn con đường tiếp tục sự nghiệp nấu ăn, và bắt đầu làm việc tại một gastropub gọi là The Green Oak ở Windsor. Sau khi học các kĩ năng cơ bản ở đó, cô chuyển đến Royal Oak, phố Paley, vì cô ấy được tiếp nhận sự ảnh hưởng của đầu bếp chính, Dominic Chapman. Khi cô đang làm việc ở đó, cô tham gia lớp học nấu ăn tại Đại học Westminster Kingsway vào ngày nghỉ mỗi tuần của cô trong 3 năm. Cô ấy đến làm việc cho nhiều nhà hàng, những đã học được nhiều điều nhất tại nhà hàng đồ nướng của Neil Rankin, nơi cô ấy trở thành bếp trưởng. Cô phàn nàn với Neil: ‘Tôi đã chịu rất nhiều áp lực từ việc tôi là phụ nữ’.(Phụ nữ ở Anh thường xuyên làm nhiều việc vặt hơn là đàn ông) Vì thế, anh ấy dạy cô cách cắt thái và xông khói thịt, điều bây giờ cô đang truyền dạy lại. Vào năm 2015, cô ấy đã được mời đến bởi James Ramsden và Sam Herlihy để làm bếp trưởng tại Pidgin, nơi cô cùng họ là đồng sáng lập, nhà hàng ở Hackney của họ lấy cảm hứng từ câu lậc bộ bữa tối the Secret Larder. Một thời gian ngắn sau khi Pidgin nhật được một sao vào Cẩm nang Michelin 2017, cô đã nghỉ việc. Cô mở một công ti gọi là Kaizen House, dưới kế họach mà cô ấy đã chuẩn bị sẵn để mở nhà hàng Shibui vào năm 2018. Nhà hàng có kế hoạch nấu ăn với lửa  với các thành phần từ các ẩm thực khác nhau. Việc nhà hàng mở cửa bị hoãn vì tình hình kinh tế, cô ấy đã mở Mei Mei, một nhà hàng kopitiam ở chợ Borough vào cuối năm 2019 
Cô đã xuất bản sách nấu ăn Makan của cô vào tháng 5, 2021 